# Casa de la Cultura (Maracay)
La Casa de la Cultura es una institución abierta y accesible al público ubicada en Maracay, estado Aragua, Venezuela, que se encarga de generar de manera permanente, procesos de desarrollo cultural concertados entre la comunidad y las entidades estatales, destinado a la preservación, transmisión y fomento de muestras artísticas y culturales propias de la comunidad. Es un lugar destinado para que una comunidad desarrolle actividades que promueven la cultura entre sus habitantes.
En el complejo se desarrollan las actividades de la Escuela de Música Federico Villena, las clases del núcleo del Sistema Nacional de Orquestas y Coros Juveniles e Infantiles de Venezuela y adicionalmente es sede de la Escuela de Artes Visuales Rafael Monasterios.
La Casa de la Cultura forma parte del Complejo Cultural Santos Michelena.

## Historia
Esta edificación se alza sobre el terreno que ocupó la tribuna del antiguo hipódromo de la ciudad, y fue construida entre 1959 y 1960 por la empresa del ingeniero Mauricio Altschuler.

## Características

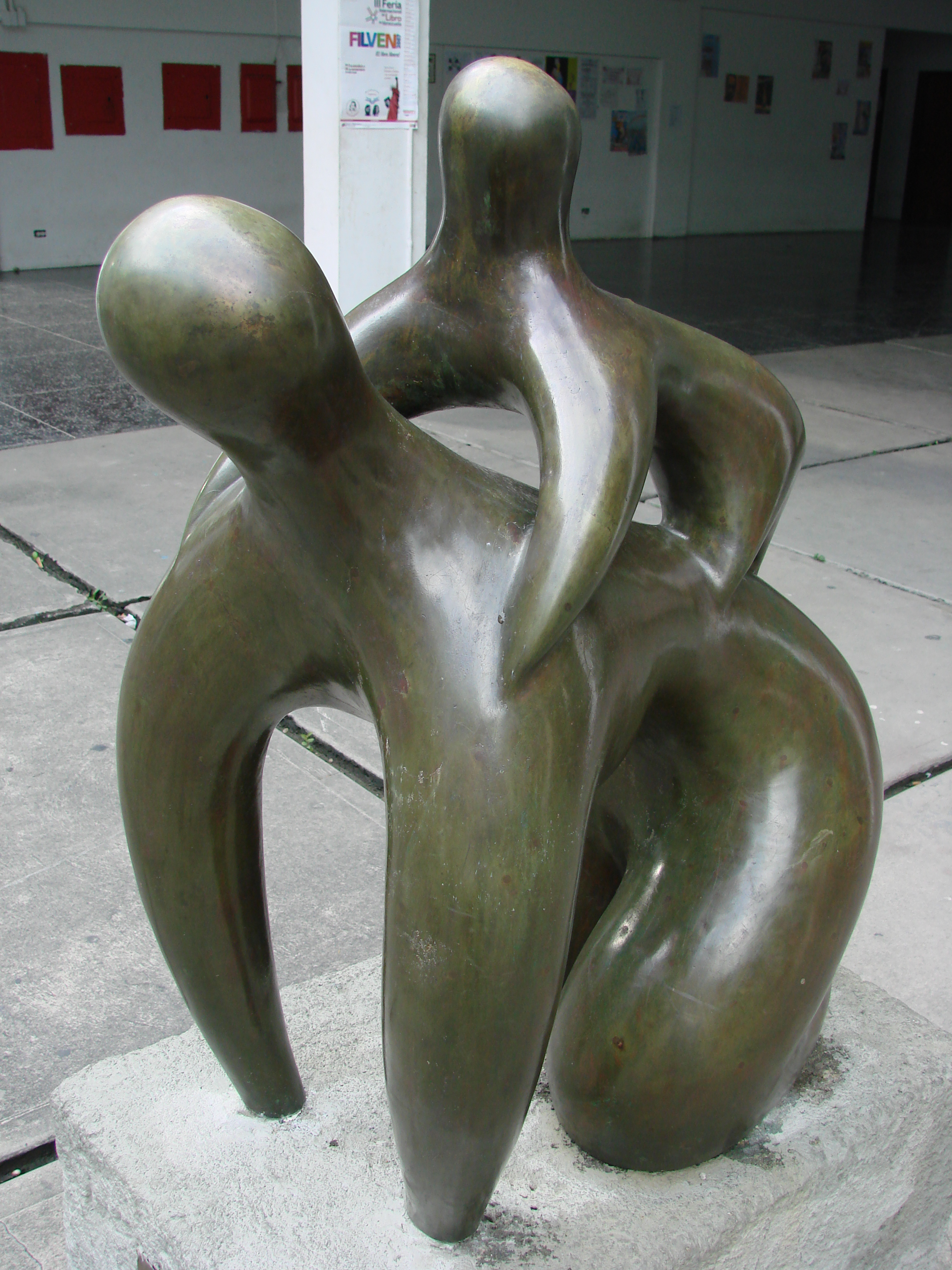
«Maternidad», obra del artista plástico Francisco Narváez. La misma se encontraba en las instalaciones de la Casa de la Cultura de Maracay hasta su destrucción en 2021.

Se desarrolla en dos cuerpos a dos niveles, separados por un patio pavimentado con losas de cemento y jardineras, e interconectados mediante un pasillo cubierto.
El cuerpo norte, de dos pisos, aloja las dependencias administrativas. El cuerpo sur, con cerramiento en vidrio y destinado al área cultural, consiste en un amplio espacio a doble altura y se alza desde un nivel más bajo que el del terreno. Consta de una mezzanina sostenida por columnas de concreto y rodeada por una sencilla baranda en hierro y madera. En los patios interiores se ubicaban dos esculturas: un pilar en madera tallada sin identificación y de autor y otra de Francisco Narváez, en bronce, titulada Maternidad. Esta última fue hurtada en enero de 2021 por uno de los trabajadores de la institución, quien la vendió para posteriormente ser fundida.
En los jardines exteriores, hacia la avenida 19 de Abril, destacan una obra de Juan Loyola, con la inscripción 24 de julio de 1988, y otra de Marisol Escobar titulada Tres figuras, ambas en mal estado de conservación. En la esquina suroeste del jardín exterior se emplaza una fuente ornamental, recuperada en 2005.